# 848
848 (DCCCXLVIII) fue un año bisiesto comenzado en domingo del calendario juliano, en vigor en aquella fecha.

## Acontecimientos
- En la India comienza la dinastía Chola (fecha aproximada).
- En la isla de Sicilia, los sarracenos destruyen la ciudad de Lentini.
- En Coblenza (Alemania) se reúnen Carlos el Calvo, Luis el Germánico y Lotario I.
- En Sciath Nechtain (Irlanda), Máel Sechnaill mac Máele Ruanaid, rey de Mide, derrota al ejército noruego.
- A 40 km al norte de Yogyakarta (Indonesia) se completa la estupa Borobudur, el monumento budista más grande del mundo.
- En Maguncia (Francia Media), la vidente hereje alamana Thiota es azotada por haber profetizado que este año sería el Juicio final. (Véase la lista de fechas del fin del mundo).